# Allée Le Gramat
L'allée Le Gramat est une voie du 15e arrondissement de Paris, en France.

## Situation et accès
L'allée Le Gramat est une voie située dans le 15e arrondissement de Paris. Elle débute au 5, rue André-Lefebvre et se termine au 56, rue Gutenberg.
Elle est fermée au public.

## Origine du nom

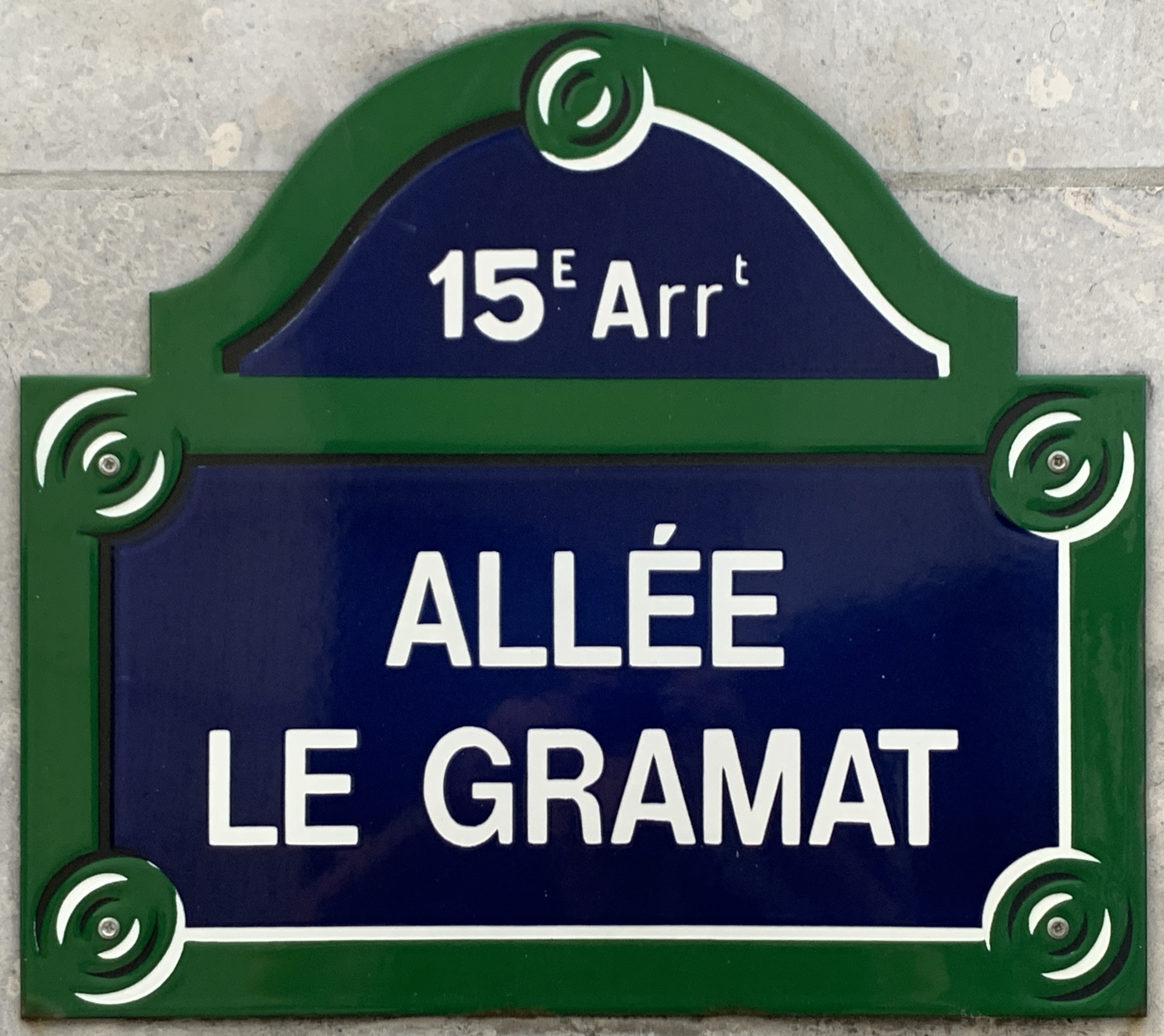
Plaque de l'allée.

Le Gramat, La Limogne et Le Méjean étaient des lots de la ZAC Citroën-Cévennes ; le causse de Gramat, le causse de Limogne et le causse Méjean sont des chaines montagneuses du Massif central, au même titre que les Cévennes. La ZAC elle-même devait son nom à la proximité de la rue des Cévennes.
De ces 3 lots de voie publique, Le Gramat est probablement la seule voie publique fermée au public, jusqu'à la création de la rue du Bastion vingt ans plus tard ; les autres parcelles (La Limogne et Le Méjean) sont intégrées aux voies existantes.

## Historique
La voie est créée dans le cadre de l'aménagement de l'îlot Le Gramat de la ZAC Citroën-Cévennes sous le nom provisoire de « voie BP/15 » et prend sa dénomination actuelle le 18 août 1994.
Au no 3 de la voie se trouve le siège de la Ligue contre la violence routière.